# منتخب باراغواي لكرة اليد للسيدات
منتخب باراغواي لكرة اليد للسيدات هو الممثل الرسمي لباراغواي في رياضة كرة اليد. شارك في بطولة العالم لكرة اليد للسيدات مرتين وكانت المشاركة الأولى في سنة 2007، كان أفضل مركز له فيها هو الحادي والعشرون. شارك في بطولة بان أميركان لكرة اليد للسيدات 6 مرات وكانت المشاركة الأولى في سنة 1986، كان أفضل مركز له فيها هو الرابع.